# 小切手
小切手（こぎって、仏: Chèque、米: Check、英: Cheque）とは、銀行等の支払人に対して口座を有する振出人が、所持人（または名宛人）に対し作成者（振出人）の口座から券面に表示された金額の一覧支払いを委託する有価証券。

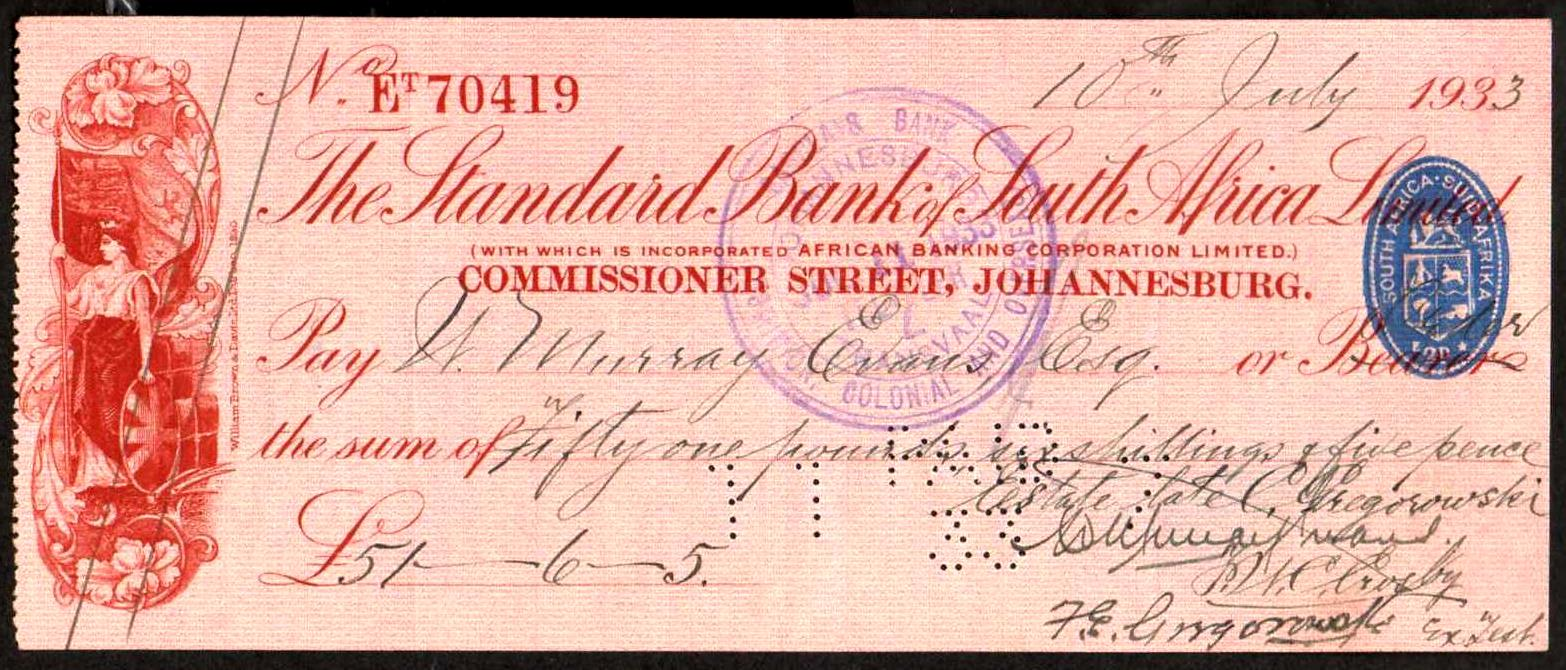
南アフリカ共和国のスタンダード銀行が発行した小切手（1933年7月）。

## 概要
小切手決済を利用する振出人は、自らの取引銀行（支払銀行）に当座預金口座を開設する必要がある（支払銀行が振出人となる小切手などを除く）。振出人が取引先に小切手を振り出すと、取引先はその銀行に小切手を呈示して現金化を行う（実際には一般的に取引先は自らの取引銀行に取立を委任し、その銀行が手形交換所に小切手を持ち込んで支払銀行との間で決済を行う）。現金の所持に比べて携行に便利で、紛失や盗難など防犯に資するほか、勘定の手間が省け、経理上も銀行に記録が残るなどの利点がある。
小切手は券面に記載された日付にかかわらず直ちに支払呈示や譲渡ができ（一覧払と言う）、現金同様の流動性を持つことから、簿記の記帳業務上は他人振り出しの小切手を受け取った場合は、現金預金の区分の勘定科目で処理する（教育上は現金勘定を用いる）。これに対して、手形は券面に記載された約束期日が到来するまで支払取立てができない（帳簿上は「受取手形」に記載する）。これが小切手と手形の大きな違いである。
ゴルフトーナメントなどの各種イベントやテレビ番組において主催者から賞金が贈られる場合に金額が記載された小切手を模したフリップが用いられることもある（このフリップには小切手の機能は無い。また、実際の賞金が小切手で必ずしも渡されるという意味でもない。）。
日本語で小切手と呼ばれるのは、江戸時代に欧米の小切手に近い運用が行われていた米切手に対してサイズが小さい切手という意味で、郵便切手とは無関係である。

## 小切手の決済

### 当座取引契約と当座預金口座
小切手を利用するには、まず取引銀行と当座取引契約を結び、その銀行に当座預金口座を開設する必要がある。これにより取引銀行から小切手帳（小切手用紙が綴りになったもの）を購入できるようになり、小切手の発行（振出）が可能となる。
アメリカでは個人小切手が普及しており銀行から小切手帳冊子を買う代わりに、専門業者からメールオーダーで注文印刷した小切手帳冊子を安価で購入することが多い（銀行も自分で印刷するわけではなく、結局同じような専門業者に発注するので品質や安全性に何ら変わりはないと言われる）。銀行の識別番号、口座番号、小切手連番などは磁気粉を混入したインクでMICR印刷される。
なお、自己宛小切手や送金小切手のように当座預金口座の開設を必要としない小切手もある。

### 小切手の振出
小切手の発行（必要的記載事項とされる事項を記載して書面を作成して相手に交付する行為）を振出（ふりだし）という。この際に小切手帳から使用する頁を切り離す事から、振出自体を俗に「小切手を切る」と言う事が多い。
金額は数字の書き換えを防ぐためにチェックライターを用いることがある。
振出人の署名には自署（サイン）による方法と、ゴム印の記名判と振出人の印章を利用する記名捺印による方法がある。
欧米など押印の習慣がない地域では、事業用小切手や銀行小切手でも担当職員・行員が自分で署名するか、保険金や年金小切手のように大量に発行される小切手には予め責任者の署名が印刷されている。

### 小切手の譲渡
小切手は有価証券であるから券面に「裏書禁止」の文言がない限り宛先人は他人に譲渡でき、更に譲渡された人もまた他人に譲渡できる。譲渡するときは、小切手券面の裏面に「××（被譲渡人）にお支払いください」と言う裏書文言と譲渡人の記名・押印若しくは署名をする。最後に小切手を譲渡された人（所持人）が支払いを受けるが、もし当該小切手が不渡りになった時は、所持人は振出人のみならずどの裏書人にも遡及的に支払いを求めることができる。
小切手も手形と同じく、受取人名と第一裏書人名が同一で、第一裏書人から所持人までの裏書が連続していなければ、裏書不備となり振出人から支払いを拒絶される。他方、裏書が連続しているなら所持人は正当な権利者と推定される。なお、白地式裏書の場合は裏書が連続しているものとみなされる。
手形と比較すると小切手はいつでも現金化できるため譲渡される例は多くはない。なお、裏書が禁止されるわけではないが事実上制限される小切手に線引小切手がある。

### 小切手の支払
小切手を現金化するには、支払銀行に小切手の現物を呈示する必要がある（支払のための提示）。支払のための提示は原理的には支払銀行に対して支払を請求する行為であるが、実際には小切手所持人が自らの取引銀行（小切手所持人が普通預金口座を開設している銀行等）に支払銀行への取立を委任して行われる。支払銀行が小切手の所持人に直接支払を行うのは、両者間に普段から取引がある場合に限られる。
実務上、小切手の振出日付欄に未来の日付を記入して事実上約束手形と同じように支払を先延ばしする「先日付小切手」が用いられることもあるが、この日付は法的には効力は無く支払地の銀行は先日付前でも支払いを拒むことが出来無い。逆に、振出日付から一定日数（例えば30日、180日など）以上経過した小切手は、支払地銀行と振出人との間の特約により支払いを拒まれることもある。
日本では小切手の支払のための提示は、振出日から10日目（振出日を含めると11日）で、最終日が銀行の休業日にあたるときは翌営業日までとされている。
取立を委任された銀行は手形交換所に小切手を持ち込んで決済し（自行が支払銀行であるときは手形交換所を通さない行内交換で処理し）、依頼人の口座に入金する手続をとる。

### 小切手の不渡り
支払銀行が支払のための呈示を受けたものの、当座預金残高が不足しているなどの理由で支払ができない状態のことを不渡りという。小切手が不渡りになった場合、小切手の所持人は振出人に対して直接請求でき、裏書人に対しても遡求できる。

## 小切手の分類

### 金融機関による分類
小切手は交付される金融機関によって分類される。例えばフランスの場合、小切手業務は銀行と郵便局が提供しており、銀行小切手（Chèque de bancaire）と郵便小切手（Chèque postal）に分類される。

### 線引による分類
小切手は線引による裏書の制限でも分類される。

### 保証形態による分類
予め準備された資金のみで引当資金の保証のついていない普通小切手に対する各種の小切手があり、フランスでは査証小切手、保証小切手、銀行小切手（Chèque de banque）があるが、実際には普通小切手と銀行小切手のみが利用されている。

### 記名式小切手
通常の小切手は引き替えに持参人に支払うよう文言のある持参人払式小切手であるが、記名式小切手では不正取得者への支払いを防止するため、この「持参人」の文言が横線で消されており、かわりに振出人が交付したい特定の者の名称が記載されている。

### 自己宛小切手
小切手は、振出人が自ら振り出して用いるほかに、銀行等預金金融機関にその券面金額に相当する現金を払い込んで、金融機関自らを支払人として振り出す小切手証券の発行を受けて用いる「預金手形小切手」があり、日本の預金取扱金融機関では「自己宛小切手」あるいは「預金小切手（略して預手）・貯金小切手」の名称で取り扱っている。振込による送金手段が扱えず、多額の現金の代わりに利用されているが、任意で利用する場合は規定の発行手数料が徴取される。日本の銀行では、振出しのために依頼者から受領した金銭は別段預金に預けられ、そこから振出す方法が取られている。
用途としては、不動産取引のような高額の支払いに用いられることがあるが、特殊詐欺対策のため、預金からの現金の引き出しに代わり、現金化に時間がかかる自己宛小切手の振出しを勧める場合がある（後述）。

### 送金小切手
遠方に送金したい場合に、その依頼人が銀行にお金を払い込み、払い込みを受けた銀行が自らを振出人として交付する小切手を送金小切手という。依頼人はその小切手を相手に郵送することで送金を行う。
日本国内では送金小切手はほとんど利用されていない。

## 各地域における流通

### 欧米
欧米では広く支払手段として用いられている。アメリカやイギリス、イタリアなどのヨーロッパ諸国では、消費者の小売店などにおける支払手段としても広く活用されている。多額の現金を持ち歩くことは治安上危険であり、小切手のほうが安全という理由がある。また、アメリカでは使用済の小切手は振出人の手元に戻るため決済後には事実上領収書として機能している。
小切手を受け取った場合は、裏面のendorse hereとあるところにサインをする。それを銀行もしくは銀行のATMにもっていくと換金することができる。
アメリカでは普通口座を開設すれば個人小切手は簡単に利用できる。個人小切手には氏名、住所、電話番号が印刷されており、これを綴ったもの（小切手帳）はチェックブックと呼ばれている。小切手に支払先の氏名と金額を書き込み振出人が署名すれば小切手として成立する。買い物や保険金の支払いに利用される。公共料金の支払いも日本では口座自動振替が普及しているが、欧米では銀行の自らの口座から勝手に引き落とされることに抵抗があるといわれ、自宅に郵送される請求書の金額を確認したうえで小切手を郵送して支払うことが多い。その他、学校や習い事での支払いや教会への献金などにも小切手が用いられる。賃金や年金の支払いは銀行直接振込みが主流になったが紙の小切手（paycheck）も健在である。
デビットカードやクレジットカード決済の普及により消費者による小切手の利用が急速に減っている国が多いが、それでも個人が小切手を扱う頻度は高い。

### 日本
日本の小切手は、小切手法に基づき、支払人として表示された銀行等に対して、所持人（または名宛人。以下同じ）に対し作成者（振出人）の口座から券面に表示された金額の一覧支払いを委託する有価証券である。
また、供託金返還など国庫制度から現金で支払いを希望する場合は日本銀行が支払者となる「政府小切手」が、地方税などの還付には地方行政機関の指定金融機関が支払者となる「還付金小切手」があり、それぞれの行政機関を振出人として交付される。
郵便貯金・簡易生命保険では2000年頃より貯金や保険返戻金の多額の現金払い出し時に「貯金小切手」を、2010年頃より預金取扱金融機関（特に信用金庫）も「銀行渡りの自己宛小切手（預金小切手）」の振出しを積極的に奨めるようになった。元々は現金盗難のリスクを軽減するためであったが、親族の知人に成りすました第三者に現金を手渡しする手渡し詐欺（特殊詐欺）において現金の代わりに自己宛小切手を渡した場合、換金時の本人確認や入金口座などで被疑者の追跡が可能となることから、犯行の抑止や早期解決などを狙いにしたものである。金融機関によっては、窓口の担当者が現金払い出し時に事情を聴取し、特殊詐欺が疑われる場合は「振り込め詐欺等の防止対策」として無償で自己宛小切手を振り出し、警察への相談を促すように案内を行っている。
なお、日本では小切手・手形を紛失・盗難に遭った場合、手続きを踏んで簡易裁判所で除権決定を受けることにより、紛失した小切手・手形の権利を失効させ、支払の権利を回復させることができる場合がある。

### 韓国
韓国では、最高額券種である5万ウォン紙幣の価値が実際の取引規模に比して小額（日本円換算で4000円程度）であることから、10万ウォンをはじめとする高額を表示した預金小切手（手票）が紙幣に準じて広く流通し、自動取引装置 (ATM) でも預け入れ、振り出しなどが取り扱われている。

## 無許可複製
近年の電子複写機器の普及や改良に伴い、文書類の複製が容易になったが、小切手を含む刑法上の有価証券の無許可複製は、たとえ公に行使しない（個人的に保有する）場合であっても、偽造とみなされ刑事処罰の対象となることがある。